# Caloptilia querci
Caloptilia querci là một loài bướm đêm thuộc họ Gracillariidae. Nó được tìm thấy ở Nhật Bản (Hokkaidō, Honshū, Kyūshū, quần đảo Ryukyu) và Hàn Quốc.
Sải cánh dài 12-14.2 mm.
Ấu trùng ăn Castanea crenata, Castanopsis cuspidata, Quercus acutissima, Quercus glauca và Quercus mongolica. Chúng ăn lá nơi chúng làm tổ.